# 里斯本 (愛荷華州)
里斯本（英語：Lisbon）是一個位於美國愛荷華州林縣的城市。

## 地理
里斯本的座標為41°55′15″N 91°23′17″W / 41.92083°N 91.38806°W，而該地的平均海拔高度為263米（即863英尺）。

## 人口
根據2010年美國人口普查的數據，里斯本的面積為5.54平方千米，當中陸地面積為5.54平方千米，而水域面積為0.00平方千米。當地共有人口2152人，而人口密度為每平方千米388人。